# Penaeoidea
Los peneoideos (Penaeoidea) son una superfamilia de crustáceos decápodos carídeos y forman una de las dos superfamilias del suborden de los dendrobranquiados.
Comprenden dos de los tipos de crustáceos de más interés comercial, como son las gambas y los langostinos. Tienen el rostro muy desarrollado y los tres primeros pares de pereiopodios acaban en pinza.

## Sistemática
Esta superfamilia compran cinco familias:
- Aristeidos (Aristeidae), Wood-Mason, 1891
- Bentesicímidos (Benthesicymidae), Wood-Mason, 1891
- Peneidos (Penaeidae), Rafinesque, 1815
- Siciónidos (Sicyoniidae), Ortmann, 1898
- Solenocéridos (Solenoceridae), Wood-Mason, 1891

- Datos: Q1321359
- Multimedia: Penaeoidea / Q1321359
- Especies: Penaeoidea